# Liste der Monuments historiques in Bellevigne-les-Châteaux
Die Liste der Monuments historiques in Bellevigne-les-Châteaux führt die Monuments historiques in der französischen Gemeinde Bellevigne-les-Châteaux auf.

## Liste der Bauwerke

### Chacé
| Bezeichnung                | Beschreibung                       | Standort | Kennzeichnung | Schutzstatus | Datum | Bild |
| -------------------------- | ---------------------------------- | -------- | ------------- | ------------ | ----- | ---- |
| Schloss, heute Mairie      | Erbaut im 17. Jahrhundert          | (Lage)   | PA00109004    | Inscrit      | 1968  |      |
| Château du Bois Saumoussay | Schloss, erbaut im 16. Jahrhundert | (Lage)   | PA00109005    | Classé       | 1970  |      |

### Brézé
| Bezeichnung       | Beschreibung              | Standort | Kennzeichnung | Schutzstatus | Datum | Bild           |
| ----------------- | ------------------------- | -------- | ------------- | ------------ | ----- | -------------- |
| Kirche St-Vincent | Erbaut 1898               | (Lage)   | PA49000067    | Inscrit      | 2007  | weitere Bilder |
| Schloss Brézé     | Erbaut im 16. Jahrhundert | (Lage)   | PA00108988    | Classé       | 1979  | weitere Bilder |

### Saint-Cyr-en-Bourg
| Bezeichnung                         | Beschreibung                          | Standort | Kennzeichnung | Schutzstatus | Datum | Bild           |
| ----------------------------------- | ------------------------------------- | -------- | ------------- | ------------ | ----- | -------------- |
| Kirche St-Cyr                       | Erbaut im 12. Jahrhundert             | (Lage)   | PA00109257    | Classé       | 1912  |                |
| Ruine des Manoir de la Bouchardière | Herrenhaus, erbaut im 14. Jahrhundert | (Lage)   | PA49000045    | Inscrit      | 2005  | weitere Bilder |

## Liste der Objekte
- Monuments historiques (Objekte) in Brézé (Maine-et-Loire) in der Base Palissy des französischen Kultusministeriums
- Monuments historiques (Objekte) in Chacé in der Base Palissy des französischen Kultusministeriums
- Monuments historiques (Objekte) in Saint-Cyr-en-Bourg in der Base Palissy des französischen Kultusministeriums